# Wellington (Sudafrica)
Wellington è una città della Provincia del Capo Occidentale distante 72 km da Città del Capo. Rappresenta una delle maggiori città all'interno della Municipalità locale di Drakenstein, appartenente alla Municipalità distrettuale di Cape Winelands.

## Storia
I primi abitanti che si insediarono in questa area furono gli Ugonotti francesi i quali, per sfuggire alla repressione antiprotestante in Francia dopo la revoca dell'editto di Nantes nel 1685, arrivarono nel 1688 in Sudafrica tramite i Paesi Bassi che possedevano allora la colonia del Capo e che gli promisero la disponibilità di terre da coltivare. La regione era chiamata Limiet Valley (in olandese "valle del confine) e in seguito, sotto l'influenza francese, divenne la Val Du Charron (Wagenmakersvallei, valle dei costruttori di vagoni).
La città di Wellington fu ufficialmente fondata nel 1840, prendendo nome dal duca che sconfisse Napoleone Bonaparte nella battaglia di Waterloo.

## Economia
L'economia di Wellington è principalmente basata sulla viticoltura, con una produzione di barbatelle pari al 90-95% della produzione totale del Sudafrica, sull'industria conciaria e sulla produzione di frutta secca.

## Istruzione
Wellington è sede di due note università, la Cape Technikon (università tecnica) e l'Huguenot College.

## Sport
I Boland Cavaliers sono una squadra di rugby a 15, impegnata nella Currie Cup, che gioca le proprie partite casalinghe al Boland Stadium di Wellington.